# Symposiachrus sacerdotum
Symposiachrus sacerdotum là một loài chim trong họ Monarchidae.